# 特倫 (堪薩斯州)
特倫（英語：Turon）是一個位於美國堪薩斯州里諾縣的城市。

## 地方資料
根據2020年美國人口普查的數據，特倫的面積為1.15平方千米，當中陸地面積為1.15平方千米，而水域面積為0.00平方千米。當地共有人口309人，而人口密度為每平方千米268.7人。